# Marquesat de Torrefranca
El Marquesat de Torrefranca és un títol nobiliari espanyol creat pel rei Carles IV el 28 de setembre de 1792 amb el Vescomtat d'Alburquerque a favor d'Alfonso de Alburquerque y Guevara, Tinent General de l'Armada, governador polític i militar de Cartagena. Batlle senyorial de l'Orde de Malta.
El seu nom es refereix a Torrefranca, localitat del municipi andalús de Dos Torres, en la Província de Còrdova. Va ser rehabilitat en 1916 per Rafaela Selva y Mergelina.

## Marquesos de Torrefranca
|                             | Titular                                         | Període               |
| Creació per Carles IV       | Creació per Carles IV                           | Creació per Carles IV |
| --------------------------- | ----------------------------------------------- | --------------------- |
| I                           | Alfonso de Alburquerque y Guevara               | 1792-                 |
| II                          | Juan Antonio de Alburquerque y Alburquerque.    |                       |
| III                         | Josefa Joaquina de Alburquerque y Ponce de Leon |                       |
| Rehabilitat per Alfons XIII |                                                 |                       |
| IV                          | Rafaela Selva y Mergelina                       | 1916-1941             |
| V                           | María del Pilar Ros y Selva                     | 1952-1990             |
| VI                          | Rafael Fernández y Ros                          | 1990-actual titular   |

## Història dels marquesos de Torrefranca
- Alfonso de Alburquerque y Guevara, I marquès de Torrefranca.

1. Casat amb Maria de la Encarnación de Vera Rocafull Puxmarin sense fills.

El succeí el seu nebot, fill de la seva germana Concepcion de Alburquerque y Guevara.:
- Juan Antonio de Alburquerque y Alburquerque "II marquès de Torrefranca"

1. Casat amb Ana Ponce de Leon y Muñoz. El succeí la seva filla gran:

- Josefa Joaquina de Alburquerque y Ponce de Leon. "III marquesa de Torrefranca"

1. Casada amb Antonio Molina y Moraton

Nota: El títol va ser rehabilitat en 1916 a favor de:
- Rafaela Selva y Mergelina, IV marquesa de Torrefranca.

1. Casada amb José Ros y Tamarit, fill de Mariano Ros Carsí. El succeí la seva filla:

- María del Pilar Ros y Selva, V marquesa de Torrefranca.

1. Casat amb Rafael Fernández y Reyes. El succeí el seu fill:

- Rafael Fernández y Ros, VI marqués de Torrefranca.

1. Casat amb María Isabel Carlos y Sánchez.